# Сава Гановски
Сава Цолов Гановски (Трудин) е български и съветски философ, български педагог, партизанин и политик от Българската комунистическа партия (БКП).
Сред водещите марксистки философи в страната през 1930-те години, след установяването на комунистическия режим той заема поредица ръководни постове: председател на Комитета за наука, изкуство и култура (1949 – 1952), заместник-председател на Българската академия на науките (1957 – 1959), председател на Народното събрание (1965 – 1971).

## Биография
Сава Гановски е роден на 13 март (1 март стар стил) 1897 година в село Кунино, Врачанско. Родът му произлиза от Чипровци. Учи в местното училище, продължава образованието си в прогимназията в Луковит и гимназията във Враца. Завършва Школата за запасни офицери и участва в Първата световна война, но е осъден на 15 години затвор за антивоенна пропаганда, като след края на войната е амнистиран.
През 1918 година Гановски става член на Българската работническа социалдемократическа партия (тесни социалисти), преименувана малко по-късно на БКП. Завършва философия и педагогика в Софийския университет „Свети Климент Охридски“ през 1922 година, през 1922 – 1928 година специализира в Хале и Берлин. Там е сред инициаторите за изграждането на Български студентски антифашистки съюз в Европа „Нарстуд“, член е на ръководството и сътрудник на печатния му орган списание „Нарстуд“.
През 1929 година Сава Гановски отива в Съветския съюз, където учи в Института за червена професура в Москва. През 1930 – 1931 година е професор и завеждащ катедрата по диалектически и исторически материализъм в Института по литература в Москва.
През 1931 година Гановски се връща в България, където през следващите години е редактор на редица издания: „Народна просвета“ (1928 – 1934), „Звезда“ (1932 – 1934), „Научен преглед“ (1938 – 1943), „Съвременна мисъл“ (1934 – 1938), „Съвременник“ (1930 – 1932). Участва в дейността на учителските профсъюзи и е съосновател на Съюза на трудовоборческите писатели.
Участва в комунистическото съпротивително движение по време на Втората световна война. След 1941 година е интерниран в родното си село Кунино. На 2 април 1944 г. извежда 15 кунинчани и заедно с тях става партизанин в Партизански отряд „Георги Бенковски“ (Червен бряг). Избран е за заместник-политкомисар на Единадесета Плевенска въстаническа оперативна зона.
След Деветосептемврийския преврат от 1944 г. заема редица отговорни длъжности, става първият комунистически директор на печата. Делегиран от правителството на ОФ за организиране на окончателното предаване на Беломорието на гърците. На 26 октомври 1944 г. заедно с Добри Терпешев подписва споразумение с гръцката партизанска организация ЕЛАС, с което цялата територия на Беломорието е предоставена на ЕЛАС съгласно споразумението за примирие. Загубено е българско военно и цивилно имущество на стойност 26 милиарда лева. На ЕЛАС са предадени 15 души от българската гражданска администрация заедно с областния управител, които са убити от партизаните.
През 1944 – 1945 г. Сава Гановски е директор на печата. След това е пълномощен министър в Румъния (1945 – 1947) и Югославия (1947 – 1948), заместник-министър на външните работи (1948 – 1949). От 1945 година е професор в Софийския университет, като през 1949 – 1953 година оглавява катедрата по диалектически материализъм и история на философията.
През 1949 – 1952 година Гановски е председател на Комитета за наука, изкуство и култура с ранг на министър в правителството на Васил Коларов и правителството на Васил Коларов и Вълко Червенков. Той е и председател на Съюза на народните читалища (1950 – 1957).
През 1952 година Сава Гановски става академик и член на Президиума на БАН, от 1952 до 1956 година е секретар на Отделението за история, археология и философия, а през 1957 – 1959 година е заместник-председател на академията. След това е директор на Института по педагогика (1959 – 1967).
Завежда отдел „Наука и образование“ при ЦК на БКП от 1953 до 1957 г. Член е на Централния комитет на БКП от 1954 до 1990 година. Народен представител от 1954 до 1990 година, той е председател на Народното събрание през 1965 – 1971 година.
От 1977 до 1988 година е директор на Института по философия. Той е също председател на Комитета за балканско разбирателство и сътрудничество (1959 – 1966), Българското философско дружество – от май 1968 г., Дружеството на психолозите в Република България – от 1969 г.
През 1973 г. е избран за президент на Международната федерация на философските дружества, от 1978 г. е неин почетен председател и остава такъв до края на живота си. Депутат от V до IX народно събрание (1966 – 1990). Председател на V народно събрание (1966 – 1971).
Дарява родната си къща в с. Кунино за организиране на исторически музей. Умира на 24 април 1993 година в София.

## Трудове
- „Основни направления на философията“ (1934)
- „Що е живот“ (1935)
- „Педагогически албум“ (1936)
- „Великият учен Иван П. Павлов“ (1937)
- „Из философията на възраждането XVII в.“ (1938)
- „Основни закони на научната философия“ (1940)
- „Проблеми на възпитанието“ (1940)
- „Кратка история на философията от древността до най-ново време“ (1941)
- „Образованието в Съветския съюз“ (1945)
- „Обществено-икономическата формация и мирното съвместно съществуване“ (1962)
- „Фридрих Енгелс“ (1972)

## Отличия
- орден „Народна свобода 1941 – 1944“ II ст. и I ст. (1945, април 1946)
- орден „9 септември 1944“ II ст. (април 1946)
- орден „За гражданска заслуга“ (април 1946)[7]
- „Орден на труда“ – златен (1949)
- Димитровска награда, I ст. (май 1950)
- орден „Кирил и Методий“ първа степен (27 януари 1956, май 1963)
- Народен деятел на науката (22 май 1963)
- Герой на социалистическия труд (Указ № 370 от 18 май 1963)[8]
- Герой на Народна република България (март 1967)
- Седем ордена „Георги Димитров“ (7 март 1957; декември 1959; 18 май 1963; март 1967; февруари 1972; март 1977; март 1987)
- Юбилеен Ленинов медал (1970)
- Румънски орден „Тудор Владимиреску“ I ст. (1971)
- орден „Октомврийска революция“ (1977)
- орден „Дружба между народите“